# Zeugites munroanus
Zeugites munroanus är en gräsart som beskrevs av William Botting Hemsley. Zeugites munroanus ingår i släktet Zeugites och familjen gräs. Inga underarter finns listade i Catalogue of Life.